# Lista de marcos em Portugal
Esta é uma lista de marcos em Portugal.
| Marco                                                                                             | Distrito | Concelho            | Localidade          | Class. | Ano  | IPPAR |
| ------------------------------------------------------------------------------------------------- | -------- | ------------------- | ------------------- | ------ | ---- | ----- |
| Marco de cruzamento em Ota                                                                        | Lisboa   | Alenquer            | Ota                 | IIP    | 1943 |       |
| Marco de cruzamento na EN 3, desvio para a povoação de "Obras Novas"                              | Lisboa   | Alenquer            | Carregado           | IIP    | 1943 |       |
| Marco de cruzamento no Casal Alvarinho                                                            | Lisboa   | Alenquer            | Triana              | IIP    | 1943 |       |
| Marco de légua no sítio denominado Vale Carlos                                                    | Lisboa   | Alenquer            | Ota                 | IIP    | 1943 |       |
| Marco de légua no sítio denominado Casal do Canha                                                 | Lisboa   | Alenquer            | Triana              | IIP    | 1943 |       |
| Marco de cruzamento em São Salvador                                                               | Lisboa   | Azambuja            | Alcoentre           | IIP    | 1943 |       |
| Marco de légua à entrada da Azambuja                                                              | Lisboa   | Azambuja            | Azambuja            | IIP    | 1943 |       |
| Marco da IV Légua (Marco de Légua, EN. 12-1ª, Km. 16,850)                                         | Lisboa   | Vila Franca de Xira | Alverca do Ribatejo | IIP    | 1943 |       |
| Marco da VI Légua (Marco de Légua, EN. 12-1ª, Km. 29,270)                                         | Lisboa   | Vila Franca de Xira | Alverca do Ribatejo | IIP    | 1943 |       |
| Marco da V Légua (Marco de Légua - restos em depósito na Câmara Municipal de Vila Franca de Xira) | Lisboa   | Vila Franca de Xira | Vila Franca de Xira | IIP    | 1943 |       |
| Dois obeliscos ladeando a EN 12-1ª, Km. 13,895                                                    | Lisboa   | Vila Franca de Xira | Forte da Casa       | IIP    | 1943 |       |
| Marco Aurélio (Marco Rodrigues)                                                                   | Viseu    | Viseu               | São Pedro de France | IIP    | 1943 |       |